# Dustin Gazley
Dustin Gazley (né le 3 octobre 1988 à Novi dans le Michigan, aux États-Unis) est un joueur professionnel américain de hockey sur glace.

## Biographie
Gazley est choisi lors du repêchage de 2004 de la Ligue de hockey de l'Ontario lors du dixième tour par le Spirit de Saginaw. En 2005-2006, il joue avec les Musketeers de Sioux City dans l'United States Hockey League ; il totalise seize buts et quatorze aides alors que son équipe est éliminée des séries éliminatoires en finissant derniers de leur division. Avec 29 buts lors sa deuxième saison dans l'USHL, il est le meilleur buteur de son équipe qui perd au premier tour des séries.
Il quitte l'USHL à la suite de cette saison et rejoint l'Université d'État du Michigan et joue pour ses Spartans dans la Central Collegiate Hockey Association. Gazley passe quatre saisons avec les Spartans ne manquant que trois rencontres avec son équipe sur l'ensemble des saisons jouées.
Le 12 mars 2011, il signe un contrat d'essai avec les Road Warriors de Greenville de l'ECHL pour la fin de la saison 2010-2011 jouant deux rencontres avec l'équipe avant d'être libéré de son contrat.
Le 13 septembre 2011, il rejoint pour la saison 2011-2012 les rangs des Jackals d'Elmira qui terminent premiers de la division Atlantique et même premiers de l'association de l'ESt ; à la fin de cette saison, il est désigné meilleur joueur recrue de l'ECHL et le trophée John A. Daley Memorial allant avec. Il est également mis en avant en étant élu dans la première équipe type de la saison et dans celle des recrues. Avec 85 points, 25 buts et 60 aides, il est le meilleur passeur et pointeur de la ligue. Les joueurs d'Elmira participent aux séries éliminatoires de l'ECHL mais sont éliminés par les Everblades de la Floride en demi-finales d'association 4 matchs à 1.

## Statistiques
| Saison    | Équipe                      | Ligue       |                   | Saison régulière  | Saison régulière  | Saison régulière  | Saison régulière  | Saison régulière  |                   | Séries éliminatoires | Séries éliminatoires | Séries éliminatoires | Séries éliminatoires | Séries éliminatoires |
| Saison    | Équipe                      | Ligue       | PJ                | B                 | A                 | Pts               | Pun               | PJ                | B                 | A                    | Pts                  | Pun                  |                      |                      |
| 2005-2006 | Musketeers de Sioux City    | USHL        | 55                | 16                | 14                | 30                | 29                | -                 | -                 | -                    | -                    | -                    |                      |                      |
| 2006-2007 | Musketeers de Sioux City    | USHL        | 60                | 29                | 29                | 58                | 55                | 7                 | 2                 | 2                    | 4                    | 6                    |                      |                      |
| 2007-2008 | Spartans de Michigan State  | NCAA        | 40                | 3                 | 9                 | 12                | 31                | -                 | -                 | -                    | -                    | -                    |                      |                      |
| 2008-2009 | Spartans de Michigan State  | NCAA        | 37                | 7                 | 7                 | 14                | 34                | -                 | -                 | -                    | -                    | -                    |                      |                      |
| 2009-2010 | Spartans de Michigan State  | NCAA        | 38                | 9                 | 12                | 21                | 28                | -                 | -                 | -                    | -                    | -                    |                      |                      |
| 2010-2011 | Spartans de Michigan State  | NCAA        | 38                | 11                | 15                | 26                | 42                | -                 | -                 | -                    | -                    | -                    |                      |                      |
| 2010-2011 | Road Warriors de Greenville | ECHL        | 2                 | 0                 | 0                 | 0                 | 0                 | -                 | -                 | -                    | -                    | -                    |                      |                      |
| 2011-2012 | Jackals d'Elmira            | ECHL        | 72                | 25                | 60                | 85                | 73                | 10                | 1                 | 7                    | 8                    | 2                    |                      |                      |
| 2012-2013 | Jackals d'Elmira            | ECHL        | 37                | 14                | 35                | 49                | 15                | -                 | -                 | -                    | -                    | -                    |                      |                      |
| 2012-2013 | Senators de Binghamton      | LAH         | 29                | 4                 | 5                 | 9                 | 12                | -                 | -                 | -                    | -                    | -                    |                      |                      |
| 2013-2014 | Royals de Reading           | ECHL        | 25                | 8                 | 10                | 18                | 22                | 3                 | 0                 | 0                    | 0                    | 0                    |                      |                      |
| 2013-2014 | Bears de Hershey            | LAH         | 42                | 8                 | 7                 | 15                | 18                | -                 | -                 | -                    | -                    | -                    |                      |                      |
| 2014-2015 | Bears de Hershey            | LAH         | 72                | 18                | 20                | 38                | 36                | 10                | 2                 | 2                    | 4                    | 0                    |                      |                      |
| 2015-2016 | Bears de Hershey            | LAH         | 61                | 14                | 17                | 31                | 47                | 16                | 4                 | 5                    | 9                    | 4                    |                      |                      |
| 2016-2017 | Bears de Hershey            | LAH         | 3                 | 1                 | 0                 | 1                 | 0                 | 12                | 1                 | 0                    | 1                    | 8                    |                      |                      |
| 2017-2018 | Bears de Hershey            | LAH         | 71                | 11                | 12                | 23                | 46                | -                 | -                 | -                    | -                    | -                    |                      |                      |
| 2018-2019 | EC Red Bull Salzbourg       | EBEL        | 37                | 14                | 17                | 31                | 16                | 8                 | 3                 | 2                    | 5                    | 2                    |                      |                      |
| 2019-2020 | Mora IK                     | Allsvenskan | 31                | 9                 | 11                | 20                | 12                | -                 | -                 | -                    | -                    | -                    |                      |                      |
| 2020-2021 | HC Bolzano                  | ICEHL       | 48                | 17                | 27                | 44                | 6                 | 9                 | 3                 | 6                    | 9                    | 0                    |                      |                      |
| 2021-2022 | HC Bolzano                  | ICEHL       | 38                | 10                | 21                | 31                | 8                 | 2                 | 1                 | 0                    | 1                    | 2                    |                      |                      |
| 2022-2023 | HC Bolzano                  | ICEHL       | 47                | 17                | 31                | 48                | 14                | 18                | 9                 | 4                    | 13                   | 4                    |                      |                      |
| 2023-2024 | HC Bolzano                  | ICEHL       | Saison en cours ? | Saison en cours ? | Saison en cours ? | Saison en cours ? | Saison en cours ? | Saison en cours ? | Saison en cours ? | Saison en cours ?    | Saison en cours ?    | Saison en cours ?    |                      |                      |

## Trophées et honneurs personnels

### East Coast Hockey League (ECHL)
- 2011-2012
  - nommé meilleure recrue de l'ECHL
  - termine meilleur pointeur et passeur de l'ECHL
  - sélectionné dans la première équipe d'étoiles et dans celle des recrues